# Music Bank
Music Bank er et sydkoreansk musik-tv-program udsendt af KBS2. Showet havde premiere den 16. juni 1998.